# Schedorhinotermes eleanorae
Schedorhinotermes eleanorae es una especie de termita subterránea del género Schedorhinotermes, de la familia Rhinotermitidae, orden Blattodea. Fue descrita por Roonwal & Bose en 1970.

## Distribución
Se distribuye por India, en las islas de Andamán y Nicobar.

## Tratamiento taxonómico
Fue publicada en Roonwal, M.L. & Bose, G. (1970a) Taxonomy and zoogeography of the termite fauna of Andaman and Nicobar Islands, Indian Ocean. Records of the Zoological Survey of India, 62(3-4), 109–170.